# Mesembria (costa sur de Tracia)

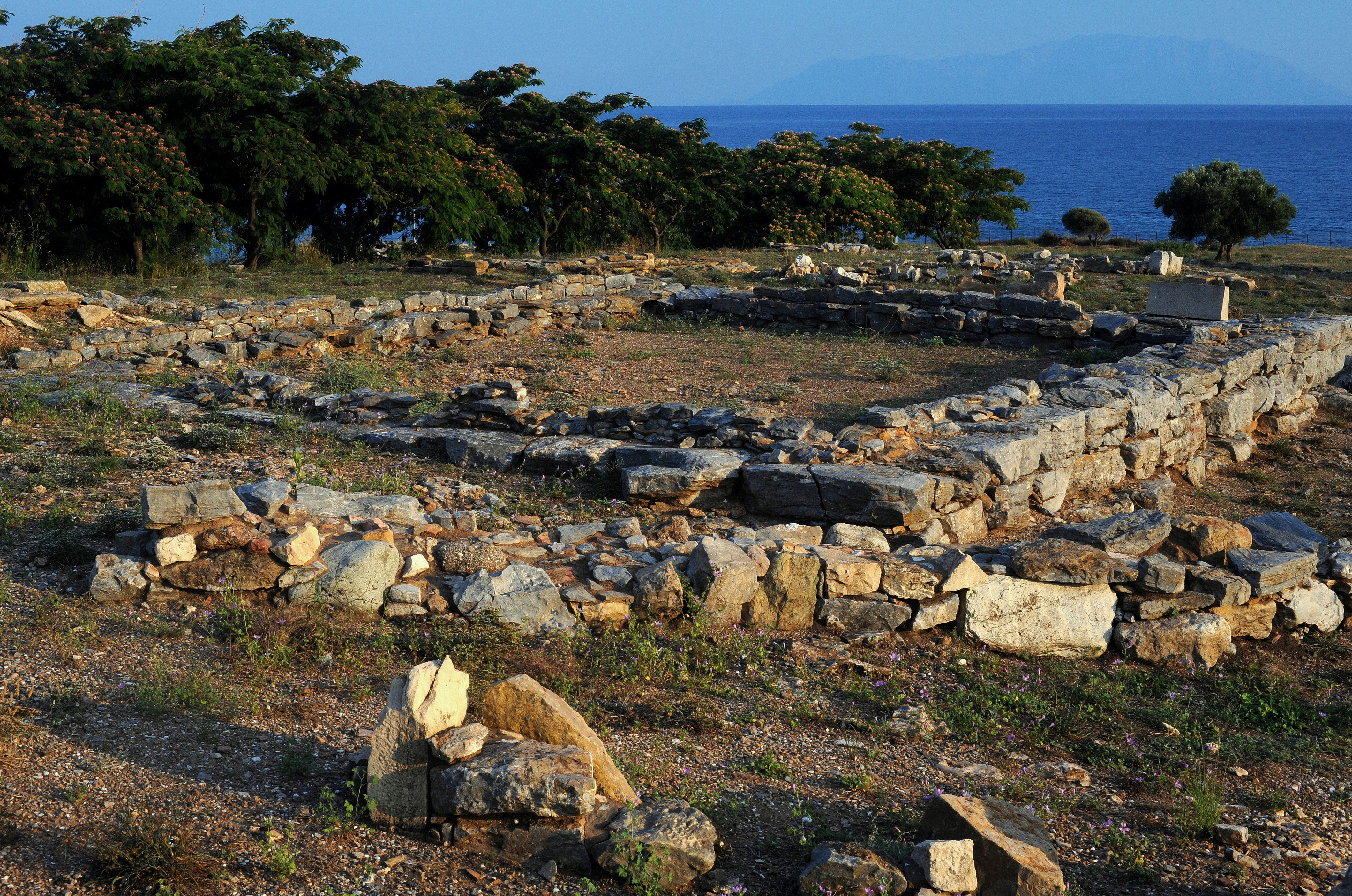
Mesambria, Templo de Apolo.

Mesembria o Mesambria (en griego, Μεσαμβρίη o Μεσημβρία) fue una ciudad griega de la costa de Tracia en el mar Egeo. No debe confundirse con otra antigua ciudad también llamada Mesembria que estaba situada también en Tracia pero en la costa del Mar Negro.  
Según Heródoto, era un baluarte que había sido fundado por Samotracia, era vecina de la ciudad de Estrime y en medio de las dos discurría el río Liso. Por Mesambria pasó el ejército de Jerjes durante su expedición contra Grecia del año 480 a. C.
Se ha sugerido que Mesembria podría identificarse con las ciudades de Dris, o con Ortagúrea o con Zona.